# Морозовщина (Великобагачанский район)
Морозовщина (укр. Морозівщина) — село,
Белоцерковский сельский совет,
Великобагачанский район,
Полтавская область,
Украина.
Код КОАТУУ — 5320281211. Население по переписи 2001 года составляло 61 человек.

## Географическое положение
Село Морозовщина находится в 2-х км от правого берега реки Псёл.
Примыкает к селу Сидоровщина, в 1-м км расположено село Красногоровка.
Рядом проходит автомобильная дорога М-03.

## Экономика
- Овце-товарная ферма.